# Phare de Peck Ledge

Le phare de Peck Ledge (en anglais : Peck Ledge Light), est un phare à caisson du Long Island Sound situé au sud est du port de Norwalk dans le Comté de Fairfield, Connecticut.
Ce phare est inscrit au Registre national des lieux historiques depuis le 29 mai 1990 sous le n° 89001472 .

## Historique
Le phare a été construit en 1906 et avait une lentille de Fresnel de quatrième ordre. La structure en fonte est toujours exploitée par la Garde côtière des États-Unis et n'est pas ouverte au public. À l'intérieur, la structure a trois étages d'espace de vie ainsi qu'un sous-sol avec des citernes pour le stockage des eaux de pluie, tous sous la salle d'observation et la lanterne.
La lumière a été automatisée par la Garde côtière en 1933 et clignote maintenant en vert toutes les 2,5 secondes. En 1988, la lentille de Fresnel a été retirée et une optique de 250 mm a été installée. En 2004, la Garde côtière a installé 100 tonnes d'enrochement de granit ainsi qu'une section de pierres taillées pour faciliter l'accès. Malgré les dommages causés par le vandalisme, les oiseaux nicheurs et la corrosion, la structure est toujours en bon état.
En vertu de la National Historic Lighthouse Preservation Act (en) de 2000, le phare a été mis à la vente en 2014 et celle-ci a été conclu en 2016 par le Cockenoe Lighthouse Preservation Group .

## Description
Le phare  est une tour conique en fonte, avec double galerie et lanterne de 16 m de haut, montée sur un caisson en béton. La tour est peinte en blanc avec une large bande rouge, la lanterne et le caisson sont noirs.
Il émet, à une hauteur focale de 19 m, un bref éclat vert de 0.3 seconde par période de 2.5 secondes. Sa portée est de 5 milles nautiques (environ 9 km).

## Caractéristiques dufeu maritime
Fréquence : 2.5 secondes (G)
- Lumière : 0.3 seconde
- Obscurité : 2.2 secondes

Identifiant : ARLHS : USA-588 ; USCG :  1-24930 ; Admiralty : J0850 .

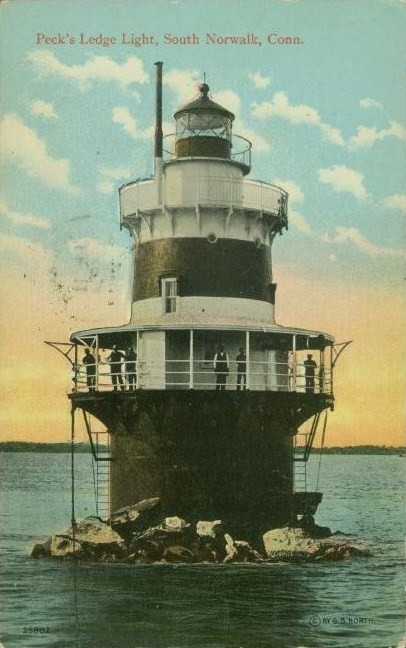
Le phare (carte postale)

### Lien connexe
- Liste des phares du Connecticut